# ویلا، آندورا
ویلا، آندورا (به لاتین: Vila, Andorra) یک فهرست شهرهای آندورا در آندورا با جمعیت ۱٬۴۱۸ نفر است که در انکمپ واقع شده‌است.